# Бадоев, Хетаг Хазбиевич
Хета́г Хазби́евич Бадо́ев (род. 2 июня 2000, Беслан, Северная Осетия, Россия) — российский футболист, защитник клуба «Нафтан».

## Карьера
Начинал заниматься футболом в родном Беслане. Первый тренер — Алексей Владимирович Лазаров. Параллельно некоторое время также играл в баскетбол. На профессиональном уровне дебютировал в составе клуба «Спартак-Владикавказ» в 2019 году. В 2020 году подписал контракт с клубом «Знамя Труда». В 2021 году пополнил ряды клуба «Ессентуки», через полгода перешёл в «Химки-М». В сезоне 2022/23 выступал в Первой лиге за «Велес». В 2023 году защищал цвета «Астрахани». В марте 2024 года подписал контракт с клубом белорусской Премьер-Лиги «Нафтан». Дебютировал в элитном дивизионе 16 марта в матче против «Немана» (1:2), заменив на 64-й минуте Егора Кресса.